# あつまれ!クイズショー
『あつまれ!クイズショー』は、1971年10月1日から1972年9月29日までNET（現：テレビ朝日）系列で放送された、子供向けのクイズ番組である。
前番組『クイズ大作戦』から引き続き、東鳩製菓（現：東ハト）が一社提供している。

## 概要
『クイズ大作戦』を再リニューアルした番組で、司会は黒柳徹子から天地総子に代わり、内容も更にショーアップした。
前期は小学生5名1組で構成された4チームがトーナメント方式で争い、優勝者を決める形式だったが、後期は3チーム（引き続き5名1組）がそれぞれ怪獣の頭を模した解答席に座り、坂本新兵が出す「いじわるクイズ」、無着成恭が出す物知りクイズ、そしてラストは出場者自ら作ったクイズを天地・坂本・松島トモ子・初代林家木久蔵（現：木久扇）の4名に出し、4名が答えられないと1点追加（逆に答えられると1点減点）となる「カタキウチ・クイズ」で得点争いをする形式となった。なおどちらも優勝者には豪華賞品が与えられ、参加者全員には東鳩製菓のお菓子がプレゼントされた。
また番組内では、漫画家の峯たろうが視聴者に出すクイズのコーナーや、『クイズ大作戦』から引き続き行われた、天地と坂本のコント形式による東鳩製菓の生CMが有った。

## シリーズの終結
放送は1年で終了し、これで1966年3月開始の『まんが海賊クイズ』以来約6年半続いた東鳩製菓一社提供の子供向けクイズ番組は、事実上終了した。

## 放送時間
いずれも日本時間。
- 1971年10月1日 - 1972年3月31日：金曜 18:10 - 18:40
- 1972年4月7日 - 同年9月29日：金曜 18:00 - 18:30
  - 『みんなのスポーツ』（18:00 - 18:05）と『ANNこども世界ニュース』（18:05 - 18:10。以上帯番組）を枠移動させる事で、10分繰上げ。

## 出演者
司会
- 天地総子

レギュラー
- 坂本新兵
- 初代林家木久蔵（現：木久扇）
- 松島トモ子
- 無着成恭
- 峯たろう（イラストも担当）

また他にも、ゴリラの着ぐるみマスコットが居た（名前は不明）。

## 前期OPテーマ
「のつもりソング」
- 作詞：東龍男／作曲：宮崎尚志／歌：天地総子、坂本新兵
- 日本コロムビアから発売。
- 番組ではテーマに合わせて、峯のイラストによる出演者やスタッフの紹介が有った。
- 放送時間が変わった後期は廃止され、天地やレギュラー陣のコントが行われた。

## 備考
- 当番組は「週刊少年サンデー」（小学館刊）とタイアップしており、当番組で峯が出した問題を、「少年サンデー」内でも掲載していた。
- 後期の解答席となった怪獣は、形状は左から「岩石頭」「ツルツル頭」「イボ頭」となっており、名前はそれぞれ「ジャリッパー」「ツルッパー」「イボリッパー」となっていた。だが当初は単に「1号」（ジャリッパー）「2号」（ツルッパー）「3号」（イボリッパー）となっており、名前は一般公募で決められ、決まった時は命名式が恭しく行われた。
- 後期解答席は、出場者が登場する時は口を開き、出場者は「母へのメッセージ」を書いた紙を出しながら登場した。そして中盤では「父親へのメッセージ」を書いた紙を出し、ラストでは、優勝者以外のチームは「先生へのメッセージ」の紙を出しながら、怪獣に食われて消えるという演出だった。